# Filippine ai Giochi della XVIII Olimpiade
Le Filippine parteciparono ai Giochi della XVIII Olimpiade, svoltisi a Tokyo dal 10 al 24 ottobre 1964, con 47 atleti impegnati in 10 discipline per un totale di 45 competizioni. Portabandiera alla cerimonia di apertura fu il pugile Manfredo Alipala, alla sua prima Olimpiade.
Fu la nona partecipazione di questo paese ai Giochi. Con la medaglia d'argento conquistata dal pugile Anthony Villanueva, le Filippine ottennero il miglior risultato nella loro storia olimpica, eguagliato solo ad Atlanta 1996 con un'altra medaglia d'argento.

## Medaglie
| Medaglia | Atleta             | Sport    | Evento     |
| -------- | ------------------ | -------- | ---------- |
| Argento  | Anthony Villanueva | Pugilato | Pesi piuma |